# Stora journalistpriset (Finland)
Stora journalistpriset är ett journalistiskt pris som har delats ut årligen sedan år 2001 för att stöda kvalitetsjournalistik. Priset är det viktigaste erkännandet för journalister i Finland och tilldelas journalister som utfört en betydande journalistisk insats under det gångna året. Prissumman är 7 500 euro.
Fram till år 2019 delades priset ut av Bonniers, men efter att den svenska koncernen sålde MTV3 tog Chefredaktörsföreningen över i samarbete med mediehusen Alma Media, Sanoma, Yle, MTV, Keskisuomalainen, Otavamedia, A-lehdet, Kaleva, TS-Yhtymä och KSF Media. Priset delas ut under en gala som arrangeras turvist av MTV, Sanoma och Yle.
Stora journalistpriset delas också ut i Sverige, de baltiska länderna och Ryssland.

## Pristagare

### 2001
- Årets journalist: Kaius Niemi, Helsingin Sanomat
- Årets artikel: Patricia Bruun, ”Utsikt mot en madrass”, Åbo Underrättelser (17.1.2001)
- Årets journalistreform: TV-kurs för sex reportrar med invandrarbakgrund, Basaari-programmets redaktion (Kristiina Tuura, Umayya Abu-Hanna och Seppo Seppälä)

### 2002
- Årets journalist: korrespondent Martti Hosia, Yle
- Årets artikel: Anssi Miettinen ja Tuomo Pietiläinen, ”Sonera etsi vuotajia puhelutietojen avulla”, Helsingin Sanomat (11.10.2002)
- Årets journalistreform: Iisalmen Sanomats tidningsreform, redaktionssekreterare Leena Kosonen och grafikern Marja Vornanen

### 2003
- Årets journalist: Pekka Ervasti, Ilta-Sanomat
- Årets artikel: Pekka Mykkänen, rapporteringen om SARS, Helsingin Sanomat
- Årets journalistreform: Aamuposti, ny dagstidning i Riihimäki och Hyvinge, chefredaktör Joonas Romppanen

### 2004
- Årets journalist: utrikeskorrespondent Kari Lumikero, MTV3
- Årets artikel: Marjut Lindberg, ”547 hoitajaa”, Helsingin Sanomat (12.12.2004)
- Årets journalistreform: Kauppalehti Presso, redaktionschef Juha Ruonala med arbetsgrupp

### 2005
- Årets journalist: chefredaktör Pekka Seppänen, Talouselämä
- Årets artikel: Ilkka Malmberg, ”Perhetyttö” (personporträtt av Mervi Nykänen), Helsingin Sanomats månadsbilaga Kuukausiliite
- Årets journalistreform: Yle TV1 / Yle Teema: Uutismixi, producent Hannele Muuronen.

### 2006
- Årets journalist: Kati Juurus, Yle / MOT
- Årets artikel: Matti Kuusela och Valtteri Lehtoranta, ”Bakusta Pekingiin”, Aamulehti (december 2006)
- Årets journalistreform: Hufvudstadsbladets veckobilaga Volt, chefredaktör Barbro Teir

### 2007
- Årets journalist: Susanna Reinboth, Nelosen uutiset
- Årets artikel: Waltteri Seretin, Saku-Pekka Sundelin, Jari Alenius och Arja Paananen, ”Uutiskuva venäläisen retkikunnan sukelluksesta olikin Titanic-elokuvasta”, Ilta-Sanomat
- Årets journalistreform: Maaseudun Tulevaisuus bilaga Kantri, Mia Palokallio och Piia Ouri

### 2008
- Årets journalist: Katri Makkonen, Yles Kina-korrespondent och Petri Saraste, MTV3:s Kiina-korrespondent
- Årets artikel: Minna Lindgren, ”Isän kuolema”, Helsingin Sanomats månadsbilaga
- Årets journalistiska gärning: bevakningen av Wincapita i MTV3:s program 45 minuuttia, journalisterna Salla Vuorikoski och Jussi Eronen

### 2009
- Årets journalist: Kristiina Tolvanen, Aamulehti
- Årets artikel: Leena Sharma, Kaisa Rautaheimo och Riikka Haahti, ”Minun kouluni on nyt heidän”, Suomen Kuvalehti
- Årets journalistiska gärning: Yle Radio 1:s program Aristoteleen kantapää, Pasi Heikura, Pertti Ylikojola, Anu Heikkinen, Kaisa Pulakka

### 2010
- Årets journalist: Jarmo Luuppala, Iltalehti
- Årets artikel: Tiina Merikanto, ”Pitkät jäähyväiset” som behandlade Alzheimer, Ajankohtainen kakkonen (Yle)
- Årets journalistiska gärning: ”Homoilta” i Ajankohtainen kakkonen,  Salla Paajanen, Jyrki Richt, Reeta Kivihalme och Taina Kanerva

### 2011
- Årets journalist: Anu Nousiainen, Helsingin Sanomats månadsbilaga
- Årets artikel: Arja Paananen, rapporteringen om fuskläkarna, Ilta-Sanomat
- Årets journalistiska gärning: Susanna Kemppainen och Markku Mantila, avslöjanden om övergrepp på barn bland gammallæstadianerna, Kaleva
- Publikens favorit: Ami Assulin, ”Kouluampujaksi leimattu”, insalg om mobbning i programmet Silminnäkijä, Yle TV2

### 2012
- Årets journalist: Pekka Holopainen, Ilta-Sanomat
- Årets artikel: Hanna Nikkanen och Anu Silfverberg, ”Uskomaton murhenäytelmä”, Helsingin Sanomats månadsbilaga
- Årets journalistiska gärning: Juha Kauppinen, inslag om miljöpåverkan av Talvivaara-gruvan, Suomen Luonto
- Publikens favorit: Pekka Juntti, Jussi Leinonen och Sammeli Harve, ”Oman onnensa nojassa”, Lapin Kansa och Pohjolan Sanomat

### 2013
- Årets journalist: Saska Saarikoski, Helsingin Sanomat
- Årets artikel: Timo Haapala, dataintrång vid utrikesministeriet, MTV Uutiset
- Årets journalistiska gärning: Me tiedämme missä asut -projektet, Yle, Hannele Valkeeniemi, Aki Kekäläinen, Jarkko Ryynänen
- Publikens favorit: 11-Kollektivet och Kaskas Media: sidan Kriisi? Crisis?

### 2014
- Årets journalist: Minna Knus-Galán, Yle/MOT
- Årets artikel: Jari Lindholm, ”Sairaala”, ”Minulla ei ole ebolaa – pelkkä ajatuskin on naurettava”, Suomen Kuvalehti
- Årets journalistiska gärning: Mikko Salo, Tuomas Muraja, Taru Taipale, Jukka Rautanen och Jussi Salmio, Faktabaari
- Årets bok: Tommi Kinnunen, Neljäntienristeys

### 2015
- Årets journalist: Tom Kankkonen, Yle Uutiset
- Årets artikel: Jessikka Aro, ”Venäjän trollit Suomessa”, Yle Kioski
- Årets journalistiska gärning: Anne Leppäjärvi, Haaga-Helia, journalistutbildning
- Årets bok: Kimmo Oksanen, Kasvonsa menettänyt mies

### 2016
- Årets journalist: Laura Saarikoski, Helsingin Sanomat
- Årets artikel: Rebekka Härkönen, ”Rajua kaltoinkohtelua Kupittaalla”, Turun Sanomat
- Årets journalistiska gärning: Jani Halme, Kotimaan katsaus
- Årets bok: Katarina Baer, He olivat natseja

### 2017
- Årets journalist: Olli Seuri, Yle.
- Årets artikel: Artiklar om sexuella trakasserier i skolor. Suomen Tietotoimisto och Turun Sanomat.
- Årets journalistiska gärning: Musta laatikko, Helsingin Sanomat.
- Årets bok: Minna Passi och Susanna Reinboth: Keisari Aarnio. Huumepoliisi Jari Aarnion uskomaton tarina.

### 2018
- Årets journalist: Vappu Kaarenoja, Suomen Kuvalehti.
- Årets artikel: Problem med bälten i VW-konsernen. Velimatti Honkanen, Jari Kujala, Aimo Niemi och tidningen Tekniikan Maailmas bilredaktion.
- Årets journalistiska gärning: Land of Free Press -kampanjen. Alo Valtere, Veera Siivonen och Kaius Niemi, Helsingin Sanomat.
- Årets bok: Minna Rytisalo: Rouva C.

### 2019
- Årets journalist: Antti Kuronen, Yle
- Årets artikel: ”Veijo Baltzarin kultti.” Paavo Teittinen och Katri Kallionpää, Helsingin Sanomat (24.11.2019)
- Årets journalistiska gärning: sidan vastalaake.fi
- Årets journalistiska chef: Riina Nevalainen, nyhetschef, Aamulehti

### 2020
- Årets journalist: Anna-Lena Laurén, korrespondent i Ryssland för Hufvudstadsbladet / Dagens Nyheter
- Årets artikel: Vastaamo-artiklar, Henrik Kärkkäinen, Ilta-Sanomat (21.10.2020 →)
- Årets journalistiska gärning: Terhi Pirilä-Porvali: försvar av den journalistiska bestämmanderätten
- Årets journalistiska chef: Aino Heikkonen, dagproducent, Etelä-Saimaa